# Kdeaccessibility
L'objectiu del Projecte d'Accessibilitat de KDE permet assegurar que KDE és accessible a tots els usuaris, incloent aquest que tenen deficiències físiques. El programari del projecte s'inclou en el paquet kdeaccessibility

## Llista de programari
- KMag - Amplificador de pantalla.
- KMouseTool - Ajuda el programari per clicar els butons del ratolí.
- KMouth - Sintetitzador de parla.